# Самира Бенсаид
Самира Бенсаид (также Самира Саид араб. سميرة سعيد‎; Samira Bensaïd; род. 10 января 1958 в Рабате) — популярная марокканская певица, представительница Марокко на конкурсе песни Евровидение 1980. В настоящее время живёт в Египте.

## Биография
Самира родилась и выросла в Рабате (столице Марокко). Она начала петь в возрасте 9 лет. В 17 стала участвовать в съёмках музыкальной программы «Mawaheb» на Королевском Марокканском телевидении, наряду с другой популярной певицей Азизой Джалал (тогда ещё ровесницей Самиры). В своей стране она была признана вундеркиндом, и вскоре начала петь профессионально, сотрудничая с другими представителями марокканской музыки, таких как Аль-Рашди и другими.
За короткий период времени исполнительница стала одной из важных фигур в марокканской музыке. Песни «Kifash Tlakina», «Fayetli sheftek shi marra», «Wa’ady» и другие имели большую популярность в арабских странах.
В 1980 г. Самира была выбрана, чтобы представить свою страну на конкурсе песни Евровидение 1980, который проходил в Гааге, Нидерланды. Это было первым (и пока единственным) выступлением Марокко на песенном конкурсе. Конкурсная песня «Bitaqat Khub» (بطاقة حب ; рус. Любовное послание) содержала в себе призыв к миру в разгар арабо-израильского конфликта. Дебют оказался неудачным: получив семь баллов от Италии, песня финишировала предпоследней. Интересно, что в дальнейшем Марокко отказывалась от участия в конкурсе из-за Израиля.
В 1982 г. певица переезжает в Каир, где её карьера складывается довольно успешно.
Работы певицы претерпели влияние множества музыкальных стилей и жанров, порой даже не свойственных традиционной арабской музыке. Альбом «Al Bal» («Вспоминая»), выпущенный в 1998 г., стал популярен в арабском мире, наряду с другими композициями, такими как «Halit Malal», «Beteegee witimshee» и др. Но уже следующая работа исполнительницы — «Rohi» («Моя душа») показала, что арабская музыка продолжает развитие, а различные музыкальные эксперименты становятся популярны в арабских странах.
В 2000 г. видео на песню «Lailah Habibi» получило награду как «Лучшее видео арабского мира 2001». Её популярность продолжала расти после того как она стала обладательницей награды «World Music Award» как «Лучший исполнитель на Ближнем Востоке» за альбом «Youm Wara Youm» («День за днём»). Всего Самира Саид имеет более 40 музыкальных наград.
Летом 2005 г. Саид участвовала в «Carthage Festival» в Тунисе, на которой она исполнила композицию «Aweeny Beek». Позднее одноимённый сингл был распродан в Испании тиражом более 600 000 экземпляров.
 Личная жизнь 
В последнее время Самира много выступает по всему миру, в основном в поддержку многих важных вопросов, таких как проблема ВИЧ-инфицированных и незаконной иммиграции из стран Африки в страны Европы. Она выступает и в поддержку палестинского народа и урегулирования еврейско-арабского вопросов.
Была дважды замужем. Сейчас она состоит в браке с марокканским бизнесменом Мустафой Эннабулсси. Воспитывает сына.

## Дискография
| 1. El hob elli ana a’aycheh (1975) 2. Bitaqat hob (1977) 3. Ben Lif (1979) 4. Hikaya (1981) 5. Allemnah el Hob (1982) 6. Ketr al Kalam (1983) 7. Methaya’li (1984) 8. Lilet el Ouns (1984) | 1. Ya Damaiti Haddi (1984) 2. Ehki ya Shehrazade (1985) 3. Youm akablak Fih (1985) 4. Ech gab li gab (1985) 5. Amrak ajib en (1986) 6. Ana walla anta (1989) 7. Moch hatnazel a’anak (1986) 8. Sibak (1986) | 1. Ya ebn al halel (1987) 2. Ghariba (1988) 3. Sibni louahdi (1988) 4. Ensani (1989) 5. Ba’adin neta’ateb (1990) 6. Choft el amar (1991) 7. Hannitlak (1992) 8. Khayfa (1992) | 1. a’ach’a (1993) 2. Enta habibi (1995) 3. Kolli de echa3at (1996) 4. a’al bal (1998) 5. Rouhi (1999) 6. Laila habibi (2001) 7. Youm Wara Youm (2002) 8. Awweeni Beek (2004) 9. Ayaam Hayati (2008) 10. Be winner (ft. Fnaïre) (2010) 11. Khallouh (2010) |